# Carl Teodor Ernst von Platen
Carl Teodor Ernst von Platen, född 30 mars 1824 i Västra Skrävlinge församling, Malmöhus län, död 15 september 1897 i Södra Sandby församling, Malmöhus län, var en svensk militär.

## Biografi
Carl Teodor Ernst von Platen föddes 1824 på Sofielunds gård undanför Malmö. Han var son till löjtnanten Gustaf Otto von Platen vid Södra Skånska infanteriregementet och Lorentia Wiedberg. von Platen blev 1 oktober 1837 kadett vid Krigsakademien på Karlberg och utexaminerades 15 december 1843. Han blev 2 februari 1844 underlöjtnant vid Skånska dragonregementet, 23 augusti 1854 löjtnant och 18 september 1862 ryttmästare. von Platen blev 18 juni 1863 adjutant hos kungen och utnämndes 25 juni 1865 till riddare av Sankt Olavs orden. Han blev 25 april 1866 ledamot av Kungliga Krigsvetenskapsakademien och 24 april 1868 andre major. von Platen utnämndes 3 juni 1868 till riddare av Svärdsorden och blev 4 juni 1868 överstelöjtnant. Han blev 1873 ledamot av Stuterikommissionen och utnämndes 1 december 1876 till riddare av Nordstjärneorden. von Platen blev tillförordnande chef för Flyinge stuteri 4 november 1881 och blev 25 november 1881 överste i armén, då han även tog avsked från regementet. Han tog 18 december 1885 avsked ur armen och blev 1 december 1886 hovstallmästare, samt utnämndes 1 december 1892 till kommendör av första klass av Vasaorden. von Platen avled 1897 på Flyinge Kungsgård och begravdes på Helsingborgs nya kyrkogård.
von Platen var en framstående hippolog och har utgivit handledning i hästavel och föluppfödning, samt Flyinge stuteris historia.

### Egendom
von Platen ägde Gångvad i Össjö socken 1849–1855 och Rönneholmsgård vid Malmö 1871–1883.

### Familj
von Platen gifte sig 29 juni 1850 på Vegeholm i Strövelstorps socken med Margareta Helena Beata Catharina Sjöcrona (1827–1902), dotter till överjägmästaren Johan Joakim Sjöcrona och Louise Falkman. De fick tillsammans barnen Laura Louise von Platen (1851–1920) som var gift med fabriksidkaren Frans Henrik Kockum, Anna Maria von Platen (1853–1885), förste hovstallmästaren Carl Gustaf von Platen (1855–1937), direktören Johan Alvar von Platen (1857–1929) i Göteborg, Margareta Cornelia Aronie von Platen (född 1859), Helena Beata von Platen (född 1861), Carola Elisabet von Platen (född 1864), ryttmästaren Frans Axel von Platen (född 1866) vid Skånska dragonregementet och Sigrid Ernestine von Platen (född 1868).